# Inhalosedare

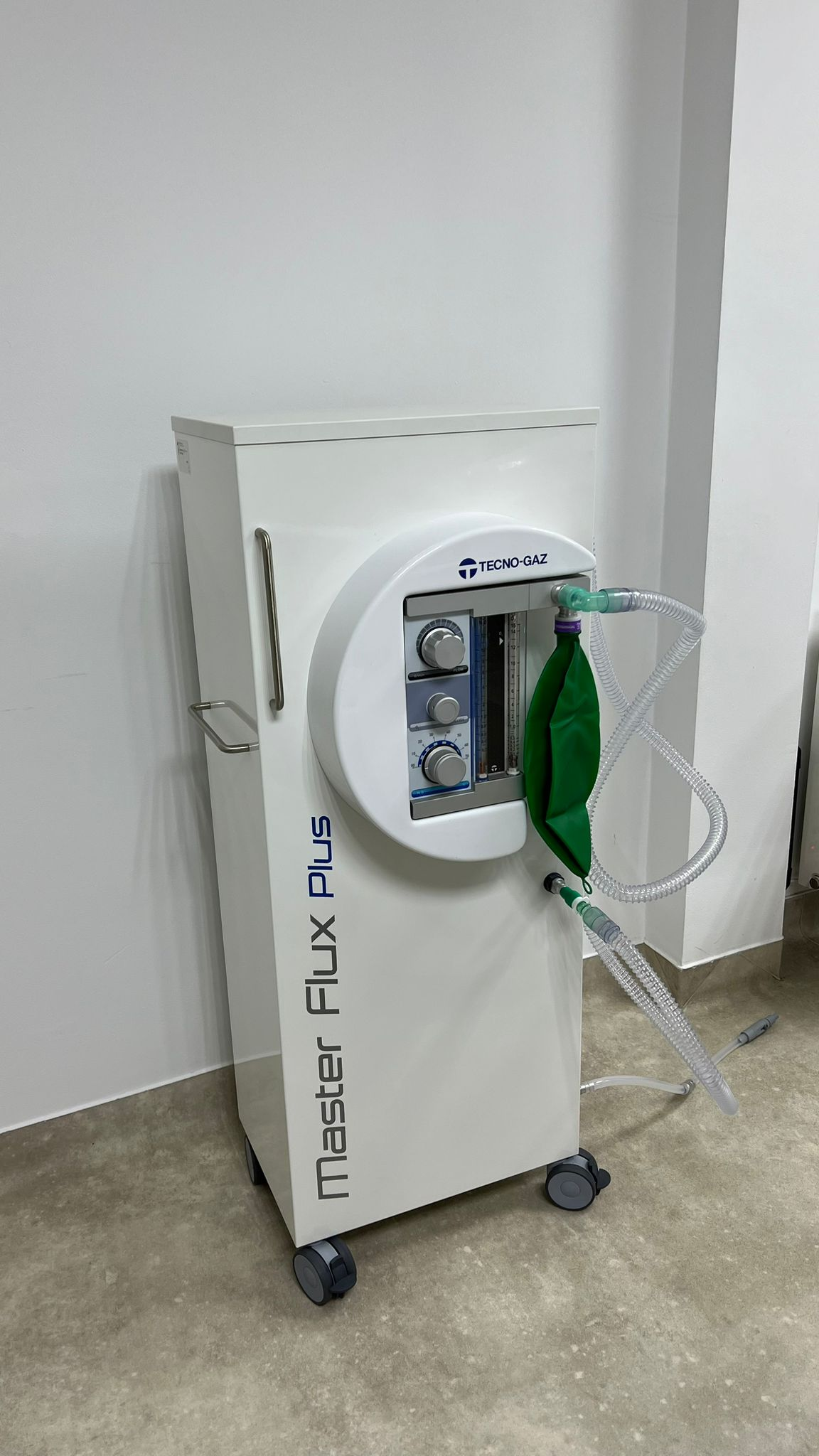
Aparat pentru inhalosedare cu protoxid de azot

Inhalosedarea este o tehnică de sedare⁠(d) care implică administrarea unui amestec de gaze sedative, cel mai frecvent protoxid de azot (N2O) și oxigen (O2), prin intermediul unei măști nazale⁠(d) sau faciale, pentru a induce o stare de relaxare și anxioliză la pacienți. Aceasta metodă este folosită pe scară largă în stomatologie, dar și în alte domenii medicale, pentru a reduce anxietatea și disconfortul în timpul procedurilor de scurtă durată și cu durere moderată. Inhalosedarea este considerată o metodă sigură și eficientă, cu recuperare rapidă, fiind indicată în special pentru copii și pacienți anxioși.

## Istorie și evoluție[2]
Oxidul de azot a fost descoperit pentru prima dată în 1772 de către chimistul englez Joseph Priestley. Începând cu anii 1800, acest gaz a fost studiat pentru proprietățile sale analgezice și sedative. Prima utilizare documentată în scopuri medicale a avut loc în 1844, când dentistul american Horace Wells⁠(d) a folosit oxid de azot pentru a efectua extracții dentare fără durere. Wells a observat că pacienții tratați cu acest gaz nu experimentau durerea obișnuită în timpul procedurilor, deschizând astfel drumul pentru utilizarea oxidului de azot în medicină și stomatologie.
De-a lungul secolului XX, utilizarea inhalosedării s-a extins, iar tehnologia de administrare a devenit din ce în ce mai sigură și mai precisă, datorită dezvoltării echipamentelor moderne de control al amestecurilor de gaze și monitorizării pacientului.

## Mecanism de acțiune
Oxidul de azot este un gaz incolor și inodor, cu proprietăți analgezice și anxiolitice. Când este inhalat, acesta afectează sistemul nervos central prin modificarea transmiterii semnalelor⁠(d) neuronale în creier. Mecanismul exact nu este pe deplin înțeles, dar se crede că oxidul de azot crește activitatea neurotransmițătorilor inhibitori, cum ar fi acidul gamma-aminobutiric (GABA), ceea ce duce la scăderea activității neuronale în zonele responsabile pentru percepția durerii și anxietății.
Pe lângă efectul său sedativ, oxidul de azot are și un efect analgezic ușor, reducând percepția durerii. Acest lucru îl face deosebit de util în procedurile stomatologice și alte intervenții minore care pot provoca disconfort.

## Utilizări medicale[3]

### Stomatologie
Stomatologia este unul dintre domeniile principale în care inhalosedarea este utilizată pe scară largă. Mulți pacienți, în special copiii și adulții cu fobie de dentist, experimentează anxietate severă înaintea tratamentelor dentare. Inhalosedarea oferă o soluție eficientă pentru gestionarea acestui stres. Ea permite pacienților să rămână conștienți și cooperanți, dar într-o stare profundă de relaxare, reducând astfel disconfortul și evitând necesitatea sedării intravenoase sau anesteziei generale.

### Proceduri medicale minore
Inhalosedarea este folosită și în alte domenii medicale pentru proceduri care pot cauza disconfort sau anxietate. De exemplu, aceasta poate fi folosită în:
- Endoscopie: pentru pacienții care necesită o stare de relaxare în timpul investigațiilor gastrointestinale.
- Dermatologie: în intervenții minore, cum ar fi extracțiile sau tratamentele laser.
- Obstetrică: în anumite cazuri, oxidul de azot poate fi utilizat pentru reducerea disconfortului în timpul travaliului.
- Radiologie: pentru pacienții claustrofobi care urmează să fie supuși unor investigații în aparate de imagistică prin rezonanță magnetică (IRM).

### Psihiatrie și gestionarea anxietății
Studiile recente sugerează că inhalosedarea ar putea avea aplicabilitate în tratamentul pacienților cu tulburări de anxietate severă sau fobii. Oxidul de azot are un efect anxiolitic rapid, fără a induce efectele adverse pe termen lung asociate cu alte medicamente anxiolitice, cum ar fi benzodiazepinele. Totuși, utilizarea acestuia în tratamentele psihiatrice este încă în fază experimentală și necesită mai multe cercetări.

## Procedura de administrare[4]
Inhalosedarea începe cu plasarea unei măști nazale⁠(d) sau faciale pe fața pacientului. Această mască este conectată la un aparat care controlează amestecul de oxid de azot și oxigen. Inițial, pacientului i se administrează oxigen pur pentru câteva minute, apoi se începe treptat introducerea oxidului de azot, până la atingerea concentrației optime, de obicei între 30% și 70% oxid de azot în amestec.
Pacientul rămâne conștient și capabil să răspundă la comenzi, dar se află într-o stare de relaxare profundă, cu o percepție diminuată a durerii și anxietății. Efectul apare rapid, de obicei în 3-5 minute de la începerea inhalării.
La finalul procedurii, administrarea oxidului de azot este oprită, iar pacientul primește oxigen pur timp de câteva minute pentru a elimina gazul rezidual din organism. Datorită metabolismului rapid al oxidului de azot, pacientul poate părăsi clinica în scurt timp după procedură, fără a necesita supraveghere postoperatorie prelungită.

## Avantaje și limitări

### Avantaje
- Eficacitate rapidă: Inhalosedarea produce efecte sedative în câteva minute, permițând începerea rapidă a procedurii.
- Siguranță: În condiții controlate, oxidul de azot este considerat foarte sigur, cu puține riscuri de complicații.
- Recuperare rapidă: Pacienții își revin complet în câteva minute după oprirea administrării gazului.
- Fără necesitatea unui însoțitor: În majoritatea cazurilor, pacienții pot părăsi clinica singuri și își pot relua activitățile normale în scurt timp.
- Reducerea anxietății: Inhalosedarea este ideală pentru pacienții anxioși sau cu fobii.

### Limitări
- Eficiență limitată: Inhalosedarea nu este adecvată pentru proceduri complexe sau pentru pacienți care necesită sedare profundă sau anestezie generală.
- Contraindicații: Nu poate fi utilizată la pacienții cu congestie nazală severă, afecțiuni pulmonare cronice sau în primul trimestru de sarcină.
- Efecte adverse minore: În cazuri rare, pacienții pot experimenta greață, amețeli sau senzații de euforie excesivă.

## Studii recente și perspective
Cercetările actuale investighează extinderea utilizării inhalosedării în afara stomatologiei, în special în domeniul psihiatric și al tratamentului durerii cronice. Un studiu publicat în 2020 a evidențiat potențialul oxidului de azot de a ameliora simptomele de depresie majoră rezistentă la tratamentele convenționale. De asemenea, se explorează utilizarea inhalosedării în combinație cu alte tehnici de sedare pentru a oferi pacienților un confort mai mare în timpul procedurilor medicale.

## Siguranță și reglementări
Inhalosedarea este considerată o tehnică sigură atunci când este administrată de personal medical instruit și cu echipament adecvat de monitorizare. Protocolul standard include monitorizarea constantă a saturației de oxigen⁠(d), a ritmului cardiac și a stării generale a pacientului. În România, folosirea oxidului de azot în scopuri medicale este reglementată de Ministerul Sănătății și necesită autorizarea echipamentului și a personalului.

## Concluzii
Inhalosedarea reprezintă o metodă eficientă, sigură și rapidă de a gestiona anxietatea și disconfortul în cadrul procedurilor medicale minore. Ea oferă avantaje semnificative, în special pentru pacienții.